# Seleção Queniana de Rugby Union
A Seleção Queniana de Rugby Union é a equipe que representa o Quênia em competições internacionais de Rugby Union.

## História
A Rugby Union foi introduzida no Quênia no início do século XX por colonos britânicos e a primeira partida registrada foi em 1909. O jogo foi inicialmente restrito apenas a brancos. Em 1923, o clube principal no Quênia, o distrito de Nairobi, foi dividido em Nondescripts RFC e Kenya Harlequin F.C., devido à força esmagadora do clube. Na década de 1950, os primeiros jogos internacionais começaram a acontecer. As primeiras competições incluíram o Nairobi District Championships realizado pela primeira vez em 1925, um torneio das Forças Armadas Reais realizado pela primeira vez em 1937 e a Enterprise Cup que existe desde 1930 . O Quênia foi palco de times em turnê entre as décadas de 1920 e 1950; notavelmente incluindo a Universidade da Cidade do Cabo, a Universidade de Stellenbosch e uma equipe das Universidades Combinadas (Oxford e Cambridge) no Mitchell Park Stadium em 1951. Em 1953, a Rugby Football Union of East Africa foi formada para supervisionar o rugby nas três colônias da África Oriental do Quênia, Uganda e Tanganica. Um time da Colônia do Quênia jogou contra um time de Tanganica pela primeira vez em 1954 e contra um time do Protetorado de Uganda em 1958, com o lado representativo do Quênia vencendo por 21–11. Freqüentemente, o lado queniano era combinado com outras nações da África Oriental e composto por jogadores de etnia européia. Embora os resultados fossem muitas vezes desequilibrados, esses jogos forneciam uma grande receita para o rúgbi no Quênia e eram incrivelmente benéficos. O Quênia, como seleção independente, fez sua primeira partida contra o Tanganica, saindo vitorioso.

## Títulos
- Copa da África de Rugby (1): 2011